# Osoje (Foča-Ustikolina, BiH)
Osoje su naseljeno mjesto u općini Foči-Ustikolini, Federacija BiH, BiH. Do popisa 1961. upravno su pripojena naselju Donje Žešće. Nalazi se na 836 metara nadmorske visine.